# Rejon bauntowski
Rejon bauntowski (ros. Баунтовский эвенкийский район; bur. Бабанта (Баунтын) аймаг) – rejon w azjatyckiej części Rosji, wchodzący w skład Republiki Buriacji. Stolicą rejonu jest Bagdarin (4,8 tys. mieszkańców). Rejon został utworzony 1 kwietnia 1925 roku.

## Położenie
Rejon zajmuje powierzchnię 66.816 km². Położony jest we wnętrzu kontynentu azjatyckiego z dala od oceanów. Większość terenów rejnu położona jest na Płaskowyżu Witemskim. Od strony północno-zachodniej rejon otoczony jest masywem Gór Południowomujskich. W centralnej części znajduje się Kotlina Bauntowska przez którą przepływa rzeka Cypa i w obszarze której znajduje się jezioro Baunt.

## Ludność
Rejon zamieszkany jest przez 10.420 osób (2007 r.). Struktura narodowościowa rejonu przedstawia się następująco:
- Rosjanie – 76,8%
- Buriaci – 14,7%
- Ewenkowie – 5,4%
- pozostali – 2,1%

Średnia gęstość zaludnienia w rejonie wynosi 0,16 os./km².

## Podział administracyjny
Rejon podzielony jest na 9 wiejskich osiedli, na terenie których znajdują się 23 skupiska ludności.
| Nazwa osiedla wiejskiego                                               | Ośrodki administracyjne      |
| ---------------------------------------------------------------------- | ---------------------------- |
| Amałatskoje (Амалатское сельское поселение)                            | Mongoj (Монгой)              |
| Bagdarinskoje (Багдаринское сельское поселение)                        | Bagdarin (Багдарин)          |
| Witimkanskoje (Витимканское сельское поселение)                        | Warwarnskij (Варваринский)   |
| Witimskoje (Витимское сельское поселение)                              | Romanowka (Романовка)        |
| Sewernoje (Северное сельское поселение)                                | Sewernyj (Северный)          |
| Uakitskoje (Уакитское сельское поселение)                              | Uakit (Уакит)                |
| Usojskoje (Усойское Эвенкийское сельское поселение)                    | Rossoszino (Россошино)       |
| Ust-Dżilindinskoje (Усть-Джилиндинское Эвенкийское сельское поселение) | Ust-Dżilinda (Усть-Джилинда) |
| Cipikanskoje (Ципиканское сельское поселение)                          | Cipikan (Ципикан)            |

## Gospodarka
Główną gałęzią gospodarki rejonu jest przemysł wydobywczy (kopalnie złota) oraz rolnictwo – przede wszystkim chów zwierząt.